# ヤン・ヨセフ・スワガー
ヤン・ヨセフ・スワガー（Jan Josef Švagr、1885年 - 1969年）は、チェコ出身の建築家。1923年に同じくチェコ人建築家のアントニン・レーモンドの設立した米国建築会社の一員として来日したとされ、主に日本で多くの作品を残す。戦禍のため、1941年4月に中南米に渡った。姓「Švagr」の発音は、チェコ語ではシュヴァグルである。

## 主な作品
- 紅蘭女学校（現横浜雙葉中学校・高等学校、横浜市中区、1925年？、焼失）
- カトリック山手教会（横浜市中区、1933年）
- カトリック福岡司教館（福岡県福岡市、1933年）
- 聖路加国際病院（東京都中央区、1933年）
- セント・ジョセフ・インターナショナル・カレッジ講堂兼体育館（横浜市中区、1934年、解体）
- イエズス会無原罪聖母修道院（東京都練馬区、1934年）
- マルグリット・ブールジョワ・センター（旧ノートルダム修道院、現桜の聖母短期大学、福島県福島市、1935年建設、2012年解体[1]）
- 神戸モスク（神戸市中央区、1935年）
- E.V.バーナード邸（横浜市中区、1937年）
- 保土ヶ谷カトリック教会（横浜市保土ヶ谷区、1938年）
- トラピスト修道院増築（北海道石狩郡当別町、1938年）
- ヘルム・ハウス・アパートメント（横浜市中区、1938年、解体）
- カトリック豊中教会（大阪府豊中市、1939年）